# Bouligny
Bouligny és un municipi francès situat al departament del Mosa i a la regió del Gran Est. L'any 2007 tenia 2.740 habitants.

## Demografia

### Població
El 2007 la població de fet de Bouligny era de 2.740 persones. Hi havia 1.175 famílies, de les quals 377 eren unipersonals (122 homes vivint sols i 255 dones vivint soles), 373 parelles sense fills, 332 parelles amb fills i 93 famílies monoparentals amb fills.
La població ha evolucionat segons el següent gràfic:
Habitants censats

### Habitatges
El 2007 hi havia 1.331 habitatges, 1.182 eren l'habitatge principal de la família, 13 eren segones residències i 136 estaven desocupats. 1.159 eren cases i 163 eren apartaments. Dels 1.182 habitatges principals, 852 estaven ocupats pels seus propietaris, 203 estaven llogats i ocupats pels llogaters i 127 estaven cedits a títol gratuït; 3 tenien una cambra, 20 en tenien dues, 222 en tenien tres, 437 en tenien quatre i 500 en tenien cinc o més. 823 habitatges disposaven pel capbaix d'una plaça de pàrquing. A 603 habitatges hi havia un automòbil i a 347 n'hi havia dos o més.

### Piràmide de població
La piràmide de població per edats i sexe el 2009 era:
| Homes | Edats   | Dones |
| ----- | ------- | ----- |
| 0     | 95 o +  | 4     |
| 0     | 90 a 94 | 44    |
| 8     | 85 a 89 | 24    |
| 12    | 80 a 84 | 40    |
| 76    | 75 a 79 | 92    |
| 112   | 70 a 74 | 172   |
| 92    | 65 a 69 | 120   |
| 124   | 60 a 64 | 124   |
| 64    | 55 a 59 | 64    |
| 56    | 50 a 54 | 84    |
| 92    | 45 a 49 | 96    |
| 92    | 40 a 44 | 76    |
| 88    | 35 a 39 | 108   |
| 72    | 30 a 34 | 72    |
| 96    | 25 a 29 | 56    |
| 32    | 20 a 24 | 68    |
| 96    | 15 a 19 | 64    |
| 88    | 10 a 14 | 52    |
| 48    | 5 a 9   | 68    |
| 52    | 0 a 4   | 56    |

## Economia
El 2007 la població en edat de treballar era de 1.519 persones, 1.013 eren actives i 506 eren inactives. De les 1.013 persones actives 836 estaven ocupades (497 homes i 339 dones) i 177 estaven aturades (87 homes i 90 dones). De les 506 persones inactives 129 estaven jubilades, 106 estaven estudiant i 271 estaven classificades com a «altres inactius».

### Ingressos
El 2009 a Bouligny hi havia 1.155 unitats fiscals que integraven 2.583,5 persones, la mediana anual d'ingressos fiscals per persona era de 14.801 €.

### Activitats econòmiques
Dels 61 establiments que hi havia el 2007, 2 eren d'empreses extractives, 2 d'empreses alimentàries, 2 d'empreses de fabricació d'altres productes industrials, 12 d'empreses de construcció, 16 d'empreses de comerç i reparació d'automòbils, 3 d'empreses de transport, 1 d'una empresa d'informació i comunicació, 4 d'empreses financeres, 2 d'empreses immobiliàries, 3 d'empreses de serveis, 11 d'entitats de l'administració pública i 3 d'empreses classificades com a «altres activitats de serveis».
Dels 19 establiments de servei als particulars que hi havia el 2009, 1 era una gendarmeria, 1 oficina de correu, 2 oficines bancàries, 2 tallers de reparació d'automòbils i de material agrícola, 1 autoescola, 4 paletes, 3 guixaires pintors, 3 lampisteries i 2 perruqueries.
Dels 7 establiments comercials que hi havia el 2009, 1 era un hipermercat, 2 fleques, 1 una fleca, 1 una peixateria, 1 una botiga d'equipament de la llar i 1 una botiga de material de revestiment de parets i terra.
L'any 2000 a Bouligny hi havia 3 explotacions agrícoles.

## Equipaments sanitaris i escolars
El 2009 hi havia 2 centres de salut i 2 farmàcies.
El 2009 hi havia 1 escola maternal i 1 escola elemental. Bouligny disposava d'un col·legi d'educació secundària amb 171 alumnes.

## Poblacions més properes
El següent diagrama mostra les poblacions més properes.